# Henri Meiss
Henri Meiss (ur. 12 listopada 1963 w Abidżanie) – francuski zapaśnik w stylu klasycznym. Olimpijczyk z Barcelony 1992, gdzie zajął jedenaste miejsce w kategorii 90 kg. Szósty w mistrzostwach świata w 1993. Dziewiąty w mistrzostwach Europy w 1991. Srebro na igrzyskach śródziemnomorskich w 1987 i brąz w 1993. Czwarty w Pucharze Świata w 1992 roku.